# Zelotes caprearum
Zelotes caprearum är en spindelart som först beskrevs av Pietro Pavesi 1875.  Zelotes caprearum ingår i släktet Zelotes och familjen plattbuksspindlar.
Artens utbredningsområde är Italien. Inga underarter finns listade i Catalogue of Life.